# Боаб
Боаб, или Адансо́ния Гре́гори (лат. Adansonia gregorii) — единственный вид адансоний, произрастающий в Австралии, эндемик континента.

## Названия
Вид был описан Фердинандом Мюллером в 1857 году; он назвал таксон в честь австралийского путешественника и топографа Чарльза Августа Грегори.
Боаб также известен под названиями:
- адансония австралийская,
- баобаб австралийский,
- бутылочное дерево.

Аборигены называют это растение «гадавон» и «ларгади».
Синоним научного названия — Adansonia gibbosa.

## Распространение и среда обитания
Ареал вида — северо-запад штата Западная Австралия и часть Северной территории.

## Ботаническое описание
Дерево имеет толстый массивный ствол (диаметром до 5 м), в верхней, более узкой части которого находятся ветви.
В сухой период боаб сбрасывает листья, по окончании которого распускаются новые листья, после чего появляются цветки.

## Хозяйственное значение и применение
Семена боаба употребляются в пищу аборигенами.

## Ботаническая классификация

### Синонимы
По данным The Plant List на 2013 год, в синонимику вида входят:
- Adansonia gibbosa (A.Cunn.) Guymer ex D.A.Baum
- Adansonia rupestris Kent
- Adansonia stanburyana Hochr.
- Baobabus gregorii (F.Muell.) Kuntze
- Capparis gibbosa A.Cunn.

## Прочие сведения
- Боаб может прожить более двух тысяч лет[4] (недоступная ссылка с 18-11-2015 [3528 дней]).
- Некоторые деревья этого вида использовались как тюрьмы[5].

## Галерея

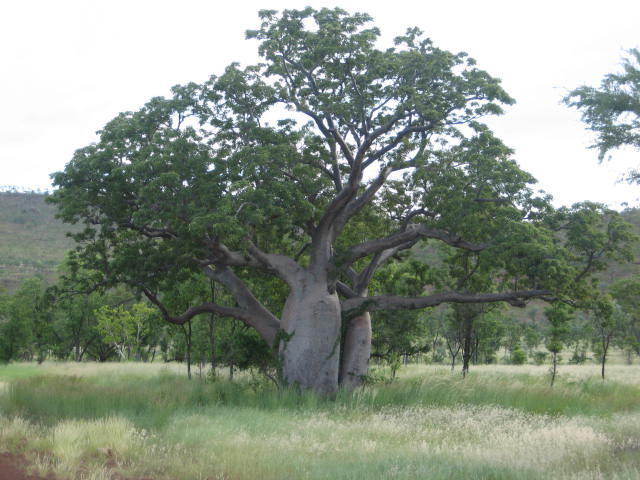
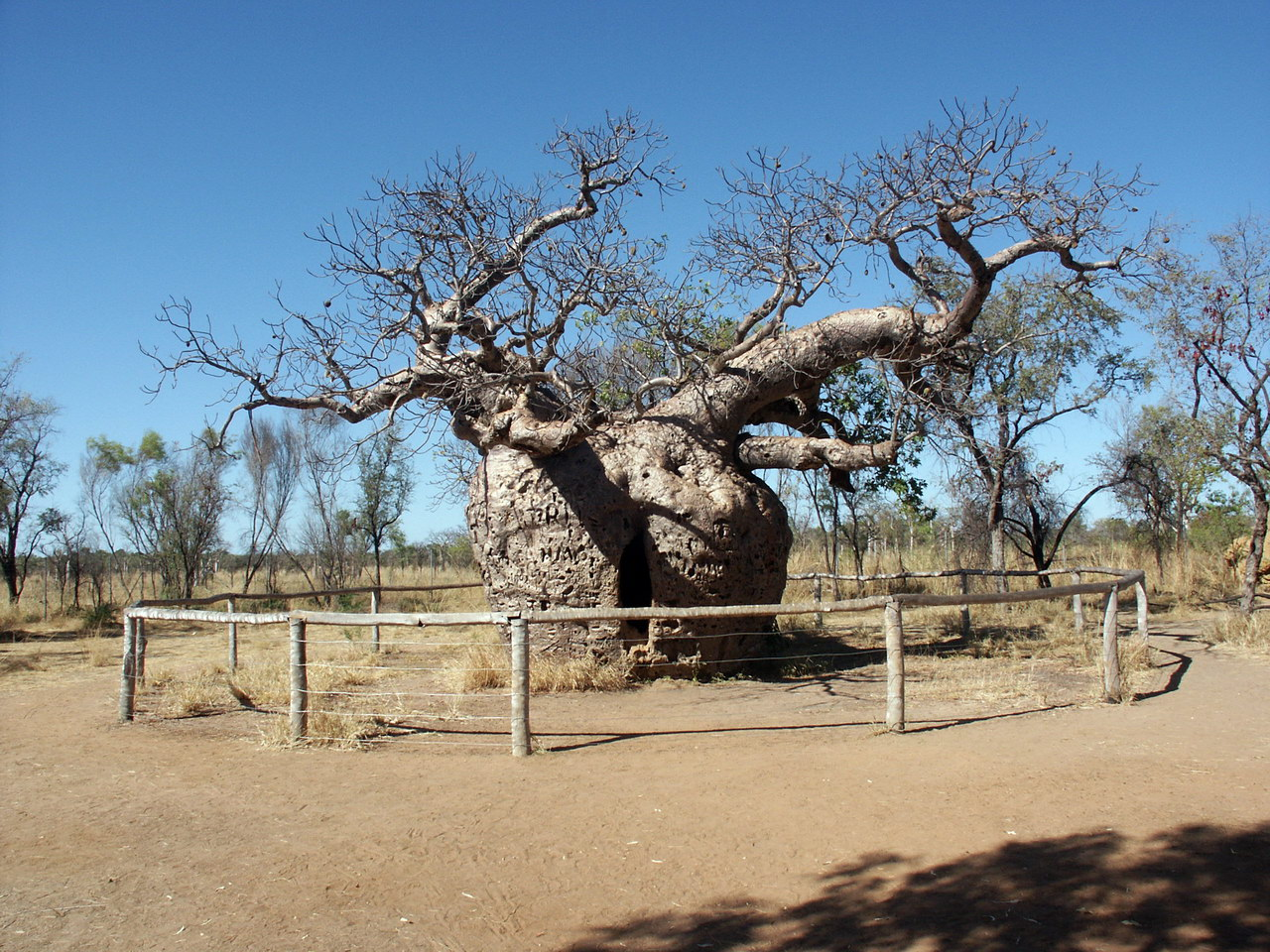